# Stenelmis casius
Stenelmis casius is een keversoort uit de familie beekkevers (Elmidae). De wetenschappelijke naam van de soort werd in 1941 gepubliceerd door Howard Everest Hinton.